# Velká Británie na Zimních olympijských hrách 1976
Velkou Británii na Zimních olympijských hrách 1976 reprezentovalo 42 sportovců (31 mužů a 11 žen) v 7 sportech.

## Medailisté
| Medaile | Jméno      | Sport         | Disciplína       |
| ------- | ---------- | ------------- | ---------------- |
| Zlato   | John Curry | Krasobruslení | Muži jednotlivci |